# Incasso Bank

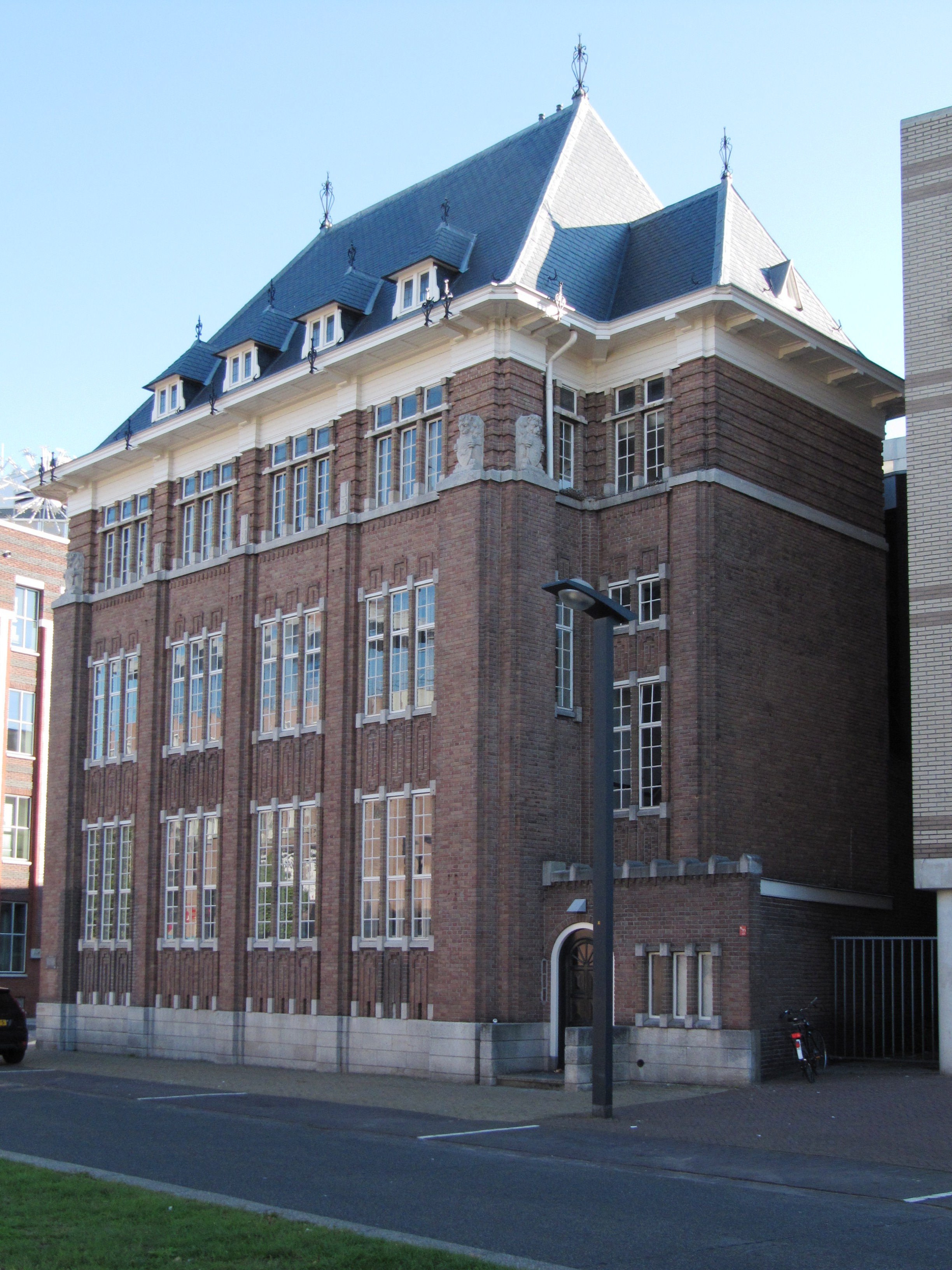
Voormalig bijkantoor in Enschede

De Incasso Bank werd in 1891 opgericht door de broers Karel Gustaaf Goedewaagen Sr. (1859-1924) en Cornelis Tobie Goedewaagen (1866-1934), zonen van Tobias Goedewaagen. De Incasso Bank is voortgekomen uit de door beide broers al eerder gestichte bank Goedewaagen & Co, gevestigd te Amsterdam, met bijkantoren in heel Nederland, onder andere in Gouda, Schoonhoven en Boskoop.
De oudere broer Karel Gustaaf Goedewaagen was de eerste directeur van de onderneming. Op 1 maart 1921 werd het directeurschap overgenomen door zijn zoon Karel Gustaaf Goedewaagen Jr. In 1945 werd Cornelis Abraham Klaasse de nieuwe directeur van het bedrijf.
De Incasso Bank nam in 1917 N.V. De Crediet-, Deposito- en Effectenbank, voorheen Waal & Co. te Arnhem over. In 1931 werden nog twee banken overgenomen: Scheurleer & Zoonen Bank te Delft en de Bodegravensche Bankvereeniging. In 1937 volgde de overname van de Bank-Associatie. De Incasso Bank werd zelf per 1 januari 1948 overgenomen door de Amsterdamsche Bank. en werd in 1956 volledig in de Amsterdamsche Bank geïntegreerd.